# آثار إعصار ماثيو في هايتي
ضرب إعصار ماثيو الأجزاء الواقعة جنوب غرب هايتي بالقرب من ليس أنجليس في 4 أكتوبر (تشرين الأول) 2016، مخلفًا أضرارًا واسعة النطاق في دولة هايتي الفقيرة. صُنّف إعصار ماثيو كإعصار من الفئة الخامسة في أواخر موسمه على مقياس سفير-سيمبسون، وقد تشكل في جنوب شرق البحر الكاريبي في 28 سبتمبر (أيلول) 2016، ثُمّ ضعفت قوته ليتحول إلى إعصار من الفئة الرابعة قبل أن يصل إلى اليابسة بالقرب من مدينة ليز أنغليه في 4 أكتوبر (تشرين الأول) 2016، وقد قدّر المركز الوطني للأعاصير في ذلك الوقت أقصى سرعة للرياح المداومة بنحو 240 كم/ساعة (150 ميلًا في الساعة)، مما جعله أقوى عاصفة ضربت هايتي منذ إعصار كليو الذي حدث عام 1964، وثالث أقوى إعصار ضرب هايتي على الإطلاق. أثرت رياح عاتية بنفس قوة الإعصار، وبسرعة بلغت 119 كم/ساعة (74 ميلًا في الساعة) أو أكثر، على حوالي 1.125 مليون شخص في هايتي. تسبب إعصار ماثيو بحسب التقديرات التي أعلنتها الحكومة الهايتية في وقوع 674 حالة وفاة، على الرغم من أن مصادر أخرى أفادت بأن أكثر من ثلاثة أضعاف هذا الرقم أصبحوا في عداد القتلى بسبب الإعصار. وبالتزامن مع مرور إعصار ماثيو بالقرب من هايتي، ضربت رياح عاتية وأمطار غزيرة ومد بحري مدمر شبه جزيرة تيبورون الواقعة في جنوب غرب هايتي. وبالإضافة إلى الخسائر البشرية، فقد تسبب إعصار ماثيو في تدمير حوالي 200 ألف منزل في هايتي جزئيًا أو كليًا، مخلفًا 1.4 مليون شخصًا بلا مأوى وفي حاجة إلى تلقي المساعدات الإنسانية، وقد قُدرت الخسائر والأضرار المالية الناجمة عن إعصار ماثيو في هايتي بنحو 2.8 مليار دولار أمريكي. كذلك ألحق إعصار ماثيو أضرارًا واسعة النطاق بالمحاصيل الزراعية في مقاطعة غراند آنس والمقاطعة الجنوبية، مما ترك السكان الفقراء بلا مصدر للغذاء. كما تضررت شبكات الاتصالات وشبكة الطرق. وبعد أن جرف الإعصار جسر بيتي غواف، أصبح جنوب غرب هايتي معزولًا مؤقتًا عن بقية أنحاء البلاد، مما أبطأ توزيع مساعدات الطوارئ. وتفاقم تفشي وباء الكوليرا المستمر بعد الإعصار، مما أسفر عن مقتل 29 شخصًا على الأقل.
ومع نقص الموارد اللازمة للاستجابة لأضرار الإعصار، لجأت الحكومة الهايتية إلى طلب المساعدة من دول أخرى. وأطلقت منظمة الأمم المتحدة نداءًا طارئًا لجمع ما يقرب من 120 مليون دولار أمريكي كمساعدات للهايتيين، وقدمت دول من جميع أنحاء العالم الأموال والإمدادات والدعم اللوجستي. قبل وبعد وصول الإعصار، كما قدمت وكالات الأمم المتحدة الغذاء والمواد وقوات حفظ السلام إلى السكان، واستكملت هذه القوات جهود العديد من المنظمات غير الحكومية في السيطرة على أثار الإعصار.